# Tobias Swärd
Tobias Olingdahl, född Tobias Swärd, 8 oktober 1986 i Eskilstuna Klosters församling, Södermanlands län, är en svensk skådespelare och dokumentärfilmare. Han är mest känd för sin roll som Berra i barnfilmen Kan du vissla Johanna? som återkommande har sänts i SVT på julafon, och för den svenska rösten som Tobias "Tobbe"' J. Detweiler i Disneyserien Rasten.  
Han har lånat ut sin röst till flera tecknade filmer. Han är bland annat rösten till Dudde i Tillbaka till landet Ingenstans och Tyler i E.T. the Extra-Terrestrial. Han gör också Vincent Crabbes och Gregory Goyles röst i Harry Potter-filmerna.
Sedan 2020 har han gjort ett flertal dokumentärfilmer för Svenska kyrkan, bland annat för nätverket Framtiden bor hos oss.
Han är far till skådespelaren Olof Olingdahl.

## Filmografi i urval
Film
- 1994 – Kan du vissla Johanna?

Som röstskådespelare
- 1988 – Nya äventyr med Nalle Puh (TV-serie) (röst som Christoffer Robin (KM Studio, version 2))
- 1994 – Kan du vissla Johanna?
- 1997 – Rasten (TV-serie) (röst som Tobbe Detweiler)
- 1999 – Nalle Puh – Vännernas fest (röst som Christoffer Robin)
- 2001 – Boken om Nalle Puh (TV-serie) (röst som Christoffer Robin)
- 2001 – Rasten: Uppdrag rädda sommarlovet (röst som Tobias "Tobbe" J. Detweiler)
- 2001 – Som hund och katt (röst som Scott Brody)
- 2001 – Harry Potter och de vises sten (röst)
- 2002 – Tillbaka till landet Ingenstans (röst som Dudde)
- 2002 – Harry Potter och Hemligheternas kammare (röst)
- 2004 – Harry Potter och fången från Azkaban (röst som Vincent Crabbe och Gregory Goyle)
- 2005 – Harry Potter och den flammande bägaren (röst som Vincent Crabbe och Gregory Goyle)
- 2007 – Harry Potter och Fenixorden (röst som Vincent Crabbe och Gregory Goyle)

Regi
- 2021 - Framtiden bor hos oss

## Teater

### Roller
| År   | Roll           | Produktion                                    | Regi           | Teater                 |
| ---- | -------------- | --------------------------------------------- | -------------- | ---------------------- |
| 1998 | Kanin/Åkersork | Det susar i säven                             | Allan Svensson | Stockholms stadsteater |
| 1999 | Rasmus Krone   | Stockholmsblod Olov Svedelid och Kalle Sörnäs | Peter Harryson | Stockholms stadsteater |